# Jan Rauš
Jan Rauš (Praga, 1994) è un giocatore di football americano ceco, che gioca come guardia per i Prague Lions.
Ha giocato inizialmente per i Prague Panthers (dal 2013 Black Panthers), con una stagione ai Prague Hippos. Nel 2020 è passato ai Vysočina Gladiators (avrebbe dovuto giocare con i Black Panthers de Thonon ma il campionato francese è stato annullato a causa della pandemia di COVID-19), mentre nel 2021 si è trasferito in Spagna (prima ai L'Hospitalet Pioners, poi ai Barcelona Dragons). Ha successivamente firmato con i Kuopio Steelers, per poi tornare in Repubblica Ceca ai Prague Lions.

## Palmarès
- 1 Vaahteramalja (Kuopio Steelers: 2022)
- 4 Czech Bowl (Prague Black Panthers: 2015, 2016, 2017, 2018)
- 1 LNFA Serie B (L'Hospitalet Pioners: 2021)